# オーデラス・ウランガス
オーデラス・ウランガス（Oderus Urungus、1963年8月30日 - 2014年3月23日）はアメリカ合衆国のミュージシャン。
本名デイヴ・ブロッキー（Dave Brockie）。